# Nicholas Griggs
Nicholas Griggs (18 de diciembre de 2004) es un deportista de Irlanda que compite en atletismo. Ganó una medalla de oro en el Campeonato Europeo Sub-20 de 2021 y otra de plata en el Campeonato Europeo Sub-20 de 2023, ambas en la prueba de 3000 m.